# Streuobst- und Weinberggebiete zwischen Geradstetten, Rudersberg und Waldhausen
Streuobst- und Weinberggebiete zwischen Geradstetten, Rudersberg und Waldhausen este o arie protejată (sit de importanță comunitară — SCI, arie de protecție specială avifaunistică — SPA) din Germania întinsă pe o suprafață de 2.073,59 ha, integral pe uscat.

## Localizare
Centrul sitului Streuobst- und Weinberggebiete zwischen Geradstetten, Rudersberg und Waldhausen este situat la coordonatele 48°50′08″N 9°31′20″E / 48.8356°N 9.5222°E.

## Înființare
Situl Streuobst- und Weinberggebiete zwischen Geradstetten, Rudersberg und Waldhausen a fost declarat arie de protecție specială avifaunistică în noiembrie 2007 pentru a proteja 9 specii de animale. Situl a fost protejat și ca sit de importanță comunitară în noiembrie 2007.

## Biodiversitate
Situată în ecoregiunea continentală, aria protejată nu include niciun habitat protejat.
La baza desemnării sitului se află mai multe specii protejate de  păsări (9): ciocănitoarea de stejar (Dendrocopos medius), ciocănitoare neagră (Dryocopus martius), muscar-gulerat (Ficedula albicollis), capîntortură (Jynx torquilla), sfrâncioc roșiatic (Lanius collurio), sfrâncioc cu cap roșu (Lanius senator), ciocănitoare verzuie (Picus canus), Rallus aquaticus aquaticus, Tachybaptus ruficollis ruficollis